# Retyk (geologia)
| System                        | Oddział  | Piętro    | Wiek (mln lat) |
| ----------------------------- | -------- | --------- | -------------- |
| Jura                          | wczesna  | Hettang   | młodsze        |
| Trias                         | Górny    | Retyk     | 201,3–208,5    |
| Trias                         | Górny    | Noryk     | 208,5–227,0    |
| Trias                         | Górny    | Karnik    | 227,0–237,0    |
| Trias                         | Środkowy | Ladyn     | 237,0–242,0    |
| Trias                         | Środkowy | Anizyk    | 242,0–247,2    |
| Trias                         | Dolny    | Olenek    | 247,2–251,2    |
| Trias                         | Dolny    | Ind       | 251,2–251,902  |
| Perm                          | Loping   | Czangsing | starsze        |
| Podział według ICS, luty 2017 |          |           |                |

Retyk – w stratygrafii najmłodsze piętro górnego triasu w eratemie mezozoicznym trwające w zależności od przyjmowanego podziału triasu od około 4 do ok. 7 milionów lat. Dokładny czas jego trwania jest przedmiotem sporów. Do 2012 roku Międzynarodowa Komisja Stratygrafii przyjmowała, że retyk rozpoczął się 203,6 ± 1,5 mln lat temu a zakończył 199,6 ± 0,6 mln lat temu; w roku 2012 Komisja poprawiła datowanie na od ok. 208,5 do 201,3 ± 0,2 mln lat temu. Młodsze piętro od noryku a starsze od hettangu.

## Fauna retyku

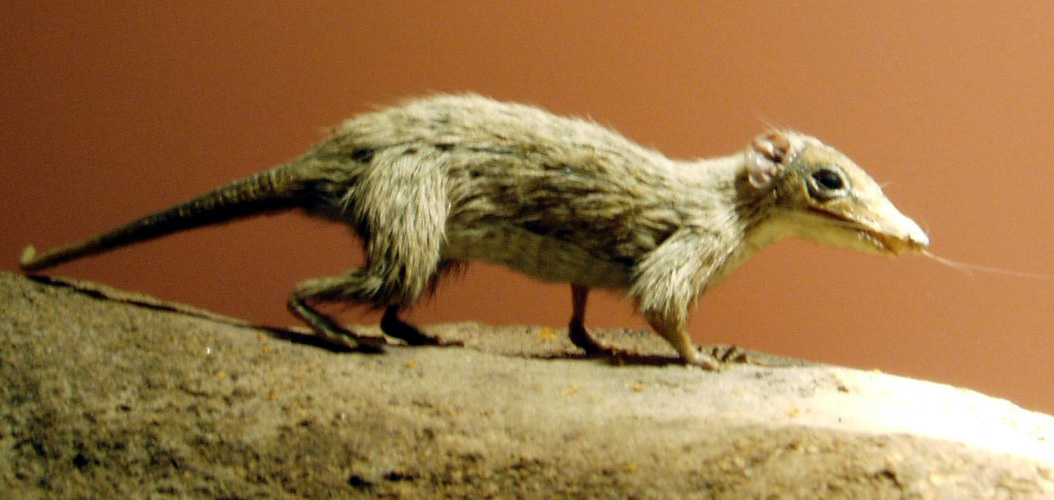
Megazostrodon

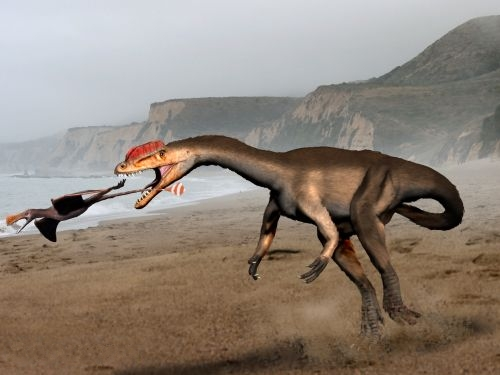
Liliensztern

### Ssaki i pozostałe ssakokształtne
- Eozostrodon – morganukodont; Anglia, Chiny
- Megazostrodon – morganukodont; Afryka
- Haramiya – wieloguzkowiec

### Dinozaury gadziomiedniczne
- Agnosfityz – pozycja filogenetyczna niepewna; Anglia

#### Teropody
- Liliensztern – celofyzoid; Niemcy
- Celofyz Stany Zjednoczone

#### Bazalne zauropodomorfy
- Agrozaur – prawdopodobnie Anglia[3]
- Pantydrako – Wielka Brytania
- Tekodontozaur – Anglia, Walia